# San Giovanni del Dosso
San Giovanni del Dosso é uma comuna italiana da região da Lombardia, província de Mântua, com cerca de 1.180 habitantes. Estende-se por uma área de 15 km², tendo uma densidade populacional de 79 hab/km². Faz fronteira com Concordia sulla Secchia (MO), Mirandola (MO), Poggio Rusco, Quistello, San Giacomo delle Segnate, Schivenoglia, Villa Poma.

## Demografia
| Variação demográfica do município entre 1861 e 2011                               |
|                                                                                   |
| Fonte: Istituto Nazionale di Statistica (ISTAT) - Elaboração gráfica da Wikipedia |